# Aankoop van Louisiana

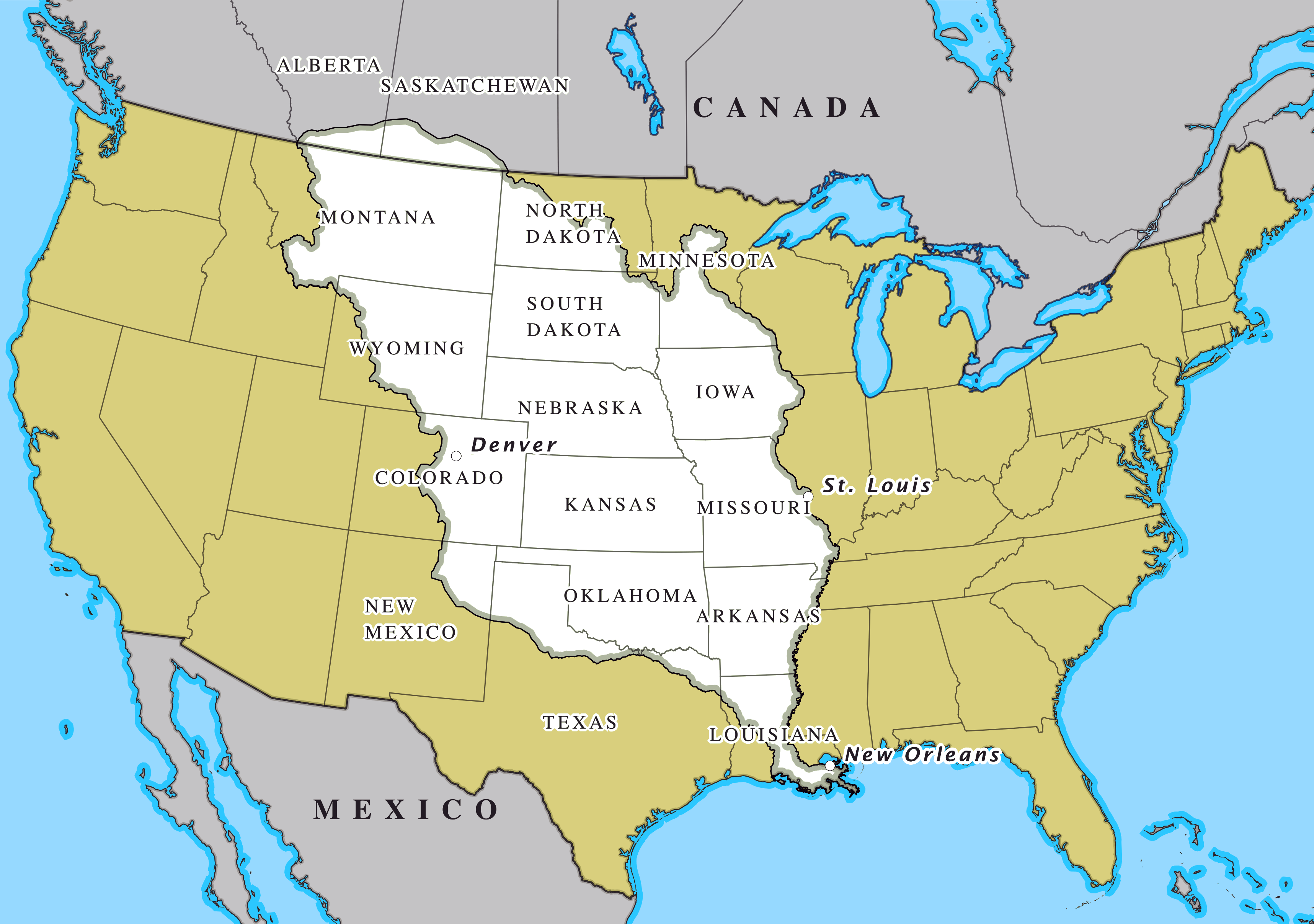
Omvang van de aankoop van Louisiana afgezet tegen de huidige territoriale indeling van de Verenigde Staten.

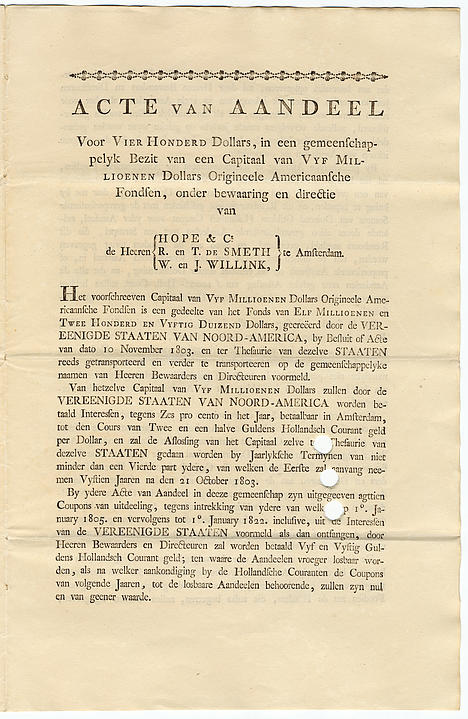
Aandeel in de aankoop van Louisiana, nu in de collectie van het gemeentearchief van Amsterdam

De aankoop van Louisiana (Engels: Louisiana Purchase; Frans: Vente de la Louisiane) is een transactie uit 1803, waarbij de Verenigde Staten een gebied van ongeveer 2,1 miljoen km² ten westen van de rivier de Mississippi van Frankrijk kochten voor een bedrag van 15 miljoen dollar (323 miljoen dollar omgerekend naar 2020). Deze aankoop verdubbelde ongeveer de oppervlakte van de Verenigde Staten, zij het dat het grotendeels om "indiaans" land ging dat nog effectief moest worden veroverd of verworven. De uiteindelijke kosten lagen dan ook vele malen hoger.
De Franse kolonie Louisiana was voor een eerste maal in Franse handen van 1682 tot 1763. Door het Verdrag van Fontainebleau in 1762 verwierf Spanje de controle over dit gebied, maar ingevolge het derde verdrag van San Ildefonso stonden ze het in 1801 weer af aan Napoleon Bonaparte. Grote delen van het achterland werden door de Fransen niet benut.
De onderhandelingen tussen de Verenigde Staten en Frankrijk over de aankoop hadden aanvankelijk slechts betrekking op de stad New Orleans. President Thomas Jefferson stuurde hiervoor de gezanten Robert Livingston en James Monroe naar Parijs. Napoleon Bonaparte was eigenlijk van plan om het Franse kolonialisme in Noord-Amerika nieuw leven in te blazen, maar de legermacht die hij daartoe had voorzien, was gedecimeerd in Saint-Domingue, het huidige Haïti, als gevolg van de Haïtiaanse Revolutie en malaria. Een verdere beweegreden was het vooruitzicht op hernieuwde oorlog met de Britten. Hij wenste hen te beletten het gebied te verkrijgen, en meende dat sterke Verenigde Staten een tegengewicht konden bieden aan de Britse koloniale aspiraties in Noord-Amerika. Zodoende werd uiteindelijk overeengekomen om het gehele Louisiana-territorium te verkopen. De overeengekomen prijs kwam neer op zo'n zeven dollar per km². Het verdrag werd ondertekend op 30 april 1803 en het gebied ging officieel over in Amerikaanse handen op 20 december van dat jaar. De Londense Barings Bank was betrokken bij de financiële transactie, met de Amsterdamse partnerbank Hope & Co, voorloper van het huidige MeesPierson.
Het verkochte territorium beslaat het gebied ten westen van de Mississippi en ten oosten van de Rocky Mountains en omvat (gedeelten van) de huidige staten Louisiana, Arkansas, Missouri, Iowa, Minnesota, North Dakota, South Dakota, Nebraska, Kansas, Oklahoma, Texas, New Mexico, Colorado, Wyoming en Montana. Een relatief klein deel van het oorspronkelijke gebied, gelegen ten noorden van de 49e breedtegraad, is thans Canadees grondgebied.
Tussen 1804 en 1806 werd het gebied verkend en in kaart gebracht tijdens de bekende expeditie van Lewis en Clark, en daarop aansluitend door de Expeditie van Pike in 1806-1807.